# María Ángeles Sánchez Conde
María de los Ángeles Sánchez Conde (26 de diciembre de 1956) es una fiscal española. Desde 2022 es teniente fiscal del Tribunal Supremo, siendo la primera mujer en ocupar el cargo.

## Carrera
Tras licenciarse en Derecho, ingresó en la Carrera Fiscal en 1982. Ha estado destinada en las fiscalías de Cádiz, Barcelona, León y Vizcaya. En 1990 fue destinada a la Fiscalía del Tribunal Superior de Justicia de Madrid, siendo su jefa desde 1992 hasta su traslado a la Fiscalía del Tribunal Constitucional en 1997. En septiembre de 2006 fue ascendida a teniente fiscal de dicha Fiscalía. El 28 de agosto de 2009, fue nombrada fiscal jefe de la Fiscalía ante el Tribunal Constitucional, siendo asimismo promovida a Fiscal de Sala, la máxima categoría de los fiscales. 
A principios de 2021, se integró en la Fiscalía del Tribunal Supremo tras ser nombrada por la fiscal general, Dolores Delgado, jefa de la sección de fiscales destinados en la Sala Penal del Tribunal Supremo. En enero de 2022, fue promovida a teniente fiscal del Tribunal Supremo, número dos del Ministerio Fiscal y primera mujer en ocupar dicha posición. Entre el 20 de julio y el 2 de agosto de 2022, tras el cese a petición propia de la fiscal general, Sánchez Conde asumió de forma interina el cargo.
En 2023, con motivo del noveno aniversario de la proclamación del rey Felipe VI, el Ministerio de Justicia le concedió la Cruz de Honor de la Orden de San Raimundo de Peñafort.